# (92893) Michaelperson
(92893) Michaelperson est un astéroïde de la ceinture principale.

## Description
(92893) Michaelperson est un astéroïde de la ceinture principale. Il fut découvert le 27 août 2000 à Cerro Tololo par Susan D. Kern. Il présente une orbite caractérisée par un demi-grand axe de 2,42 UA, une excentricité de 0,17 et une inclinaison de 2,0° par rapport à l'écliptique.

## Compléments